# Grönsö slåtteräng
Grönsö slåtteräng este o arie protejată (arie specială de conservare — SAC, sit de importanță comunitară — SCI) din Suedia întinsă pe o suprafață de 3,3 ha, integral pe uscat.

## Localizare
Centrul sitului Grönsö slåtteräng este situat la coordonatele 58°14′01″N 16°57′55″E / 58.2335°N 16.9653°E.

## Înființare
Situl Grönsö slåtteräng a fost declarat sit de importanță comunitară în ianuarie 2002 pentru a proteja un număr necunoscut de specii din flora spontană și fauna sălbatică aflate în arealul zonei. Situl a fost protejat și ca arie specială de conservare în martie 2011.

## Biodiversitate
Situată în ecoregiunile boreală și marină baltică, aria protejată conține 2 habitate naturale: Pajiști din zone de pădure fino-scandinave, Fânețe de joasă altitudine (Alopecurus pratensis, Sanguisorba officinalis).
La baza desemnării sitului se află un număr nedeclarat de specii protejate.